# Barbro Stålfors
Barbro Elsa Margareta Stålfors, född 4 mars 1943 i Sölvesborg, är en svensk  målare och grafiker.
Hon är dotter till fabrikören Carl Ebbe Torsten Stålfors och Lucie Marie Buschmann. Stålfors studerade vid Konstfackskolan 1960 och vid Fetcós Skola för Bildande Konst 1961–1963 samt med självstudier under resor till Grekland, Turkiet och Italien. Tillsammans med Åke Carlström och Lennart Kindvall ställde hon ut i Sölvesborg och tillsammans med Rose-Marie Dreierström ställde hon ut i Växjö. Hon medverkade i ett flertal grupp- och samlingsutställningar i bland annat i Solna och Fagersta. Hennes konst består av stilleben och landskapsmotiv i olja eller litografi.   